# Podklanec (Žiri, Slovenija)
Podklanec je naselje u slovenskoj Općini Žiriju. Podklanec se nalazi u pokrajini Gorenjskoj i statističkoj regiji Gorenjskoj. 

## Stanovništvo
Prema popisu stanovništva iz 2002. godine naselje je imalo 14 stanovnika.